# Robert Challe
Robert Challe (París, 17 de agosto de 1659 - Chartres, 25 de enero de 1721) fue un viajero y escritor francés, considerado como uno de los más notables de fines del siglo XVII y principios del XVIII, aunque nunca publicó con su propio nombre, lo que explica su oscuridad hasta su redescubrimiento en la década de 1970.

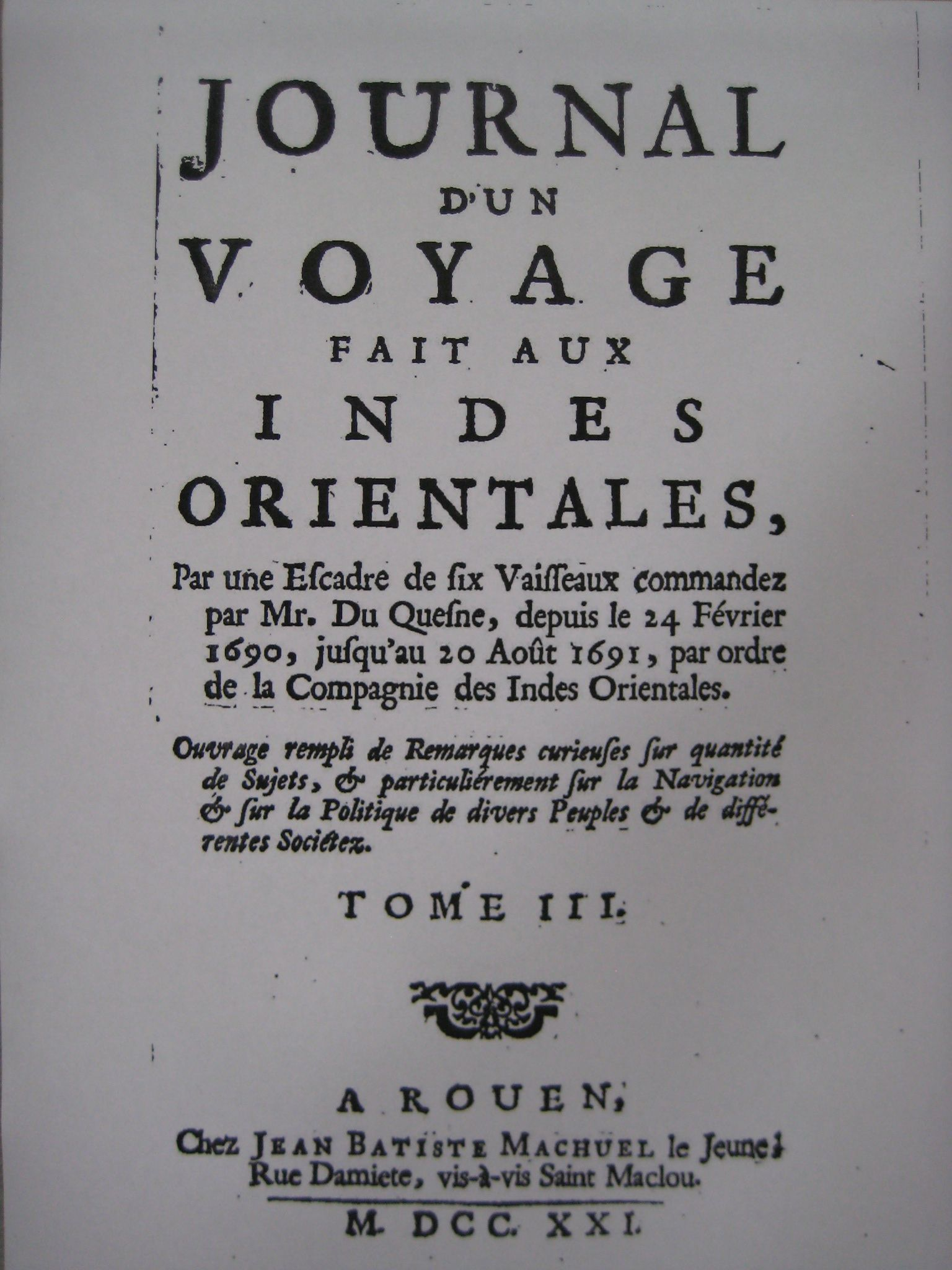
Obra de Robert Challe "Journal dun voyage fait aux Indes Orientales".

## Biografía
Fue el menor de los cinco hijos del segundo matrimonio de Jean Challe, pequeño burgués y pequeño funcionario. Tenía dos hermanos y dos hermanas. Era un muchacho inteligente y un buen erudito, y su vida parece haber sido cómoda hasta la muerte de su padre en 1681. La influencia de su madre, que parece haber preferido a su hijo mayor, hizo que fuera tratado injustamente en el testamento de su padre, recibiendo solo una décima parte de la herencia, y entró en violenta disputa con sus dos hermanos mayores, se batió en duelo con uno de ellos y lo hirió. Ante el encarcelamiento o el exilio, eligió este último y se fue a Nueva Francia.
Con la ayuda financiera de un tío, al principio compró una participación en la Compagnie de pêches sédentaires de l'Acadie y más tarde creó su propia empresa comercial, que se dedicaba al comercio de pieles de castor, pieles y otros productos en Chédabouctou, Acadia (ahora parte de Nueva Escocia, Canadá). Su fortuna cambió bruscamente en 1688, sin embargo, como resultado de las incursiones de los piratas ingleses de Salem, y su negocio se arruinó. Un resultado de esta experiencia fue despertar en él un profundo desprecio por los británicos, igualado solo, aparentemente, por su antipatía por los jesuitas. Se vio obligado a regresar a Francia, donde desembarcó en La Rochelle.
En marzo de 1690 firmó como ecrivain de navire, es decir, como sobrecargo o contable, en un barco que zarpaba de Lorient, en el oeste de Francia, con destino a Pondicherry, India, y otros destinos en el Lejano Oriente. Las numerosas aventuras del barco en el que navegó, L'Ecueil, con una tripulación de 350 hombres y un verdadero arsenal de comida fresca en el casco, se describen en sus dos volúmenes Journal d'un voyage fait aux Indes Orientales. El buque, que formaba parte de una flota de seis, era propiedad de la Compagnie des Indes Orientales y era un mercante armado de 38 cañones, que navegaba con fines comerciales pero también en misión diplomática al Reino de Siam. De regreso a Francia, el barco hizo escala en la isla de Ascensión, y luego tomó un largo desvío a través del Atlántico hacia las Antillas, donde hizo una larga escala. No regresó a Port Louis, Francia, sino hasta agosto de 1691. En 1692, Challe reaparece como ecrivain de navire, pero esta vez en un barco de la marina francesa, Le Prince. Participó en la batalla de Barfleur contra ingleses y holandeses. Sin embargo, la carrera naval de Challe duró poco, y fue dado de baja en 1693 o 1694, posiblemente por corrupción.
A partir de 1695, se concentró en la escritura, aprovechando sus aventuras anteriores como colonialista y marinero. No llevó una vida cómoda. Entre sus obras figuran Dificultades sobre la religión, que sus contemporáneos atribuyeron al joven Voltaire y que sería reelaborada y publicada anónimamente en 1768 por Jacques-André Naigeon y el barón d'Holbach; la célebre novela Las ilustres francesas, un Diario de viaje a las Indias orientales, unas Memorias interrumpidas en 1716, y una Continuación de la Historia del admirable Don Quijote de la Mancha de Filleau de Saint-Martin.
En 1717 fue denunciado por un espía de la policía por comentarios sediciosos en un café de París y fue encarcelado en la famosa prisión de Châtelet (París). Al ser liberado, fue exiliado de París y se instaló en Chartres, donde murió pobre y desanimado.